# NGC 4715
NGC 4715 est une vaste galaxie lenticulaire  située dans la constellation de la Chevelure de Bérénice. Sa vitesse par rapport au fond diffus cosmologique est de 7 192 ± 29 km/s, ce qui correspond à une distance de Hubble de 106,1 ± 7,4 Mpc (∼346 millions d'al). NGC 4715 a été découverte par l'astronome prussien Heinrich Louis d'Arrest en 1863.
À ce jour, une mesure non basée sur le décalage vers le rouge (redshift) donne une distance d'environ 132,000 Mpc (∼431 millions d'al). Cette valeur est à l'extérieur des valeurs de la distance de Hubble. Notons que c'est avec la valeur moyenne des mesures indépendantes, lorsqu'elles existent, que la base de données NASA/IPAC calcule le diamètre d'une galaxie et qu'en conséquence le diamètre de NGC 4715 pourrait être d'environ 58,8 kpc (∼192 000 al) si on utilisait la distance de Hubble pour le calculer.